# Redemption (Gackt Camui)
Redemption è un brano musicale di Gackt, pubblicato come singolo nel 2006.
Il brano è stato usato come colonna sonora del livello finale di Final Fantasy 7: Dirge of Cerberus.
In Italia ha fatto molto successo per quanto riguarda la condivisione gratuita o attraverso download.

## Tracce
1. Redemption – 4:07
2. Longing – 4:06
3. Redemption (Instrumental) – 4:06
4. Longing (Instrumental) – 3:58